# Eclissi solare del 30 maggio 1984
L'eclissi solare del 30 maggio 1984, di tipo anulare, è un evento astronomico che ha avuto luogo il suddetto giorno attorno alle ore 16.45 UTC. 
L'eclissi, di tipo anulare, è stata visibile in alcune parti del Nord America (USA), del Centro America (Messico), dell'Europa e dell'Africa (Algeria e Marocco).
L'evento del 30 maggio 1984 è stata la prima eclissi solare nel 1984 e la 192ª nel XX secolo. La precedente eclissi solare si è verificata il 4 dicembre 1983, la seguente il 22 novembre 1984.
L'eclissi avrà un'ampiezza massima di 7 chilometri e una durata di 11 secondi.

## Eclissi correlate

### Eclissi solari 1982 - 1985
Questa eclissi è un membro di una serie semestrale. Un'eclissi in una serie semestrale di eclissi solari si ripete approssimativamente ogni 177 giorni e 4 ore (un semestre) in nodi alternati dell'orbita della Luna.

### Ciclo di Saros 137
L'evento fa parte del ciclo di Saros 137, che si ripete ogni 18 anni, 11 giorni, contenente 70 eventi. La serie è iniziata con un'eclissi solare parziale il 25 maggio 1389. Contiene eclissi totali dal 20 agosto 1533 al 6 dicembre 1695; comprende una prima serie di eclissi ibride dal 17 dicembre 1713 all'11 febbraio 1804, una prima serie di eclissi anulari da 21 febbraio 1822 fino al 25 marzo 1876, una seconda serie di eclissi ibride dal 6 aprile 1894 al 28 aprile 1930 e una seconda serie di eclissi anulari dal 9 maggio 1948 al 13 aprile 2507. La serie termina al membro 70 con un'eclissi parziale il 28 giugno 2633. La durata più lunga della totalità è stata di 2 minuti e 55 secondi il 10 settembre 1569.